# Carl Olbers

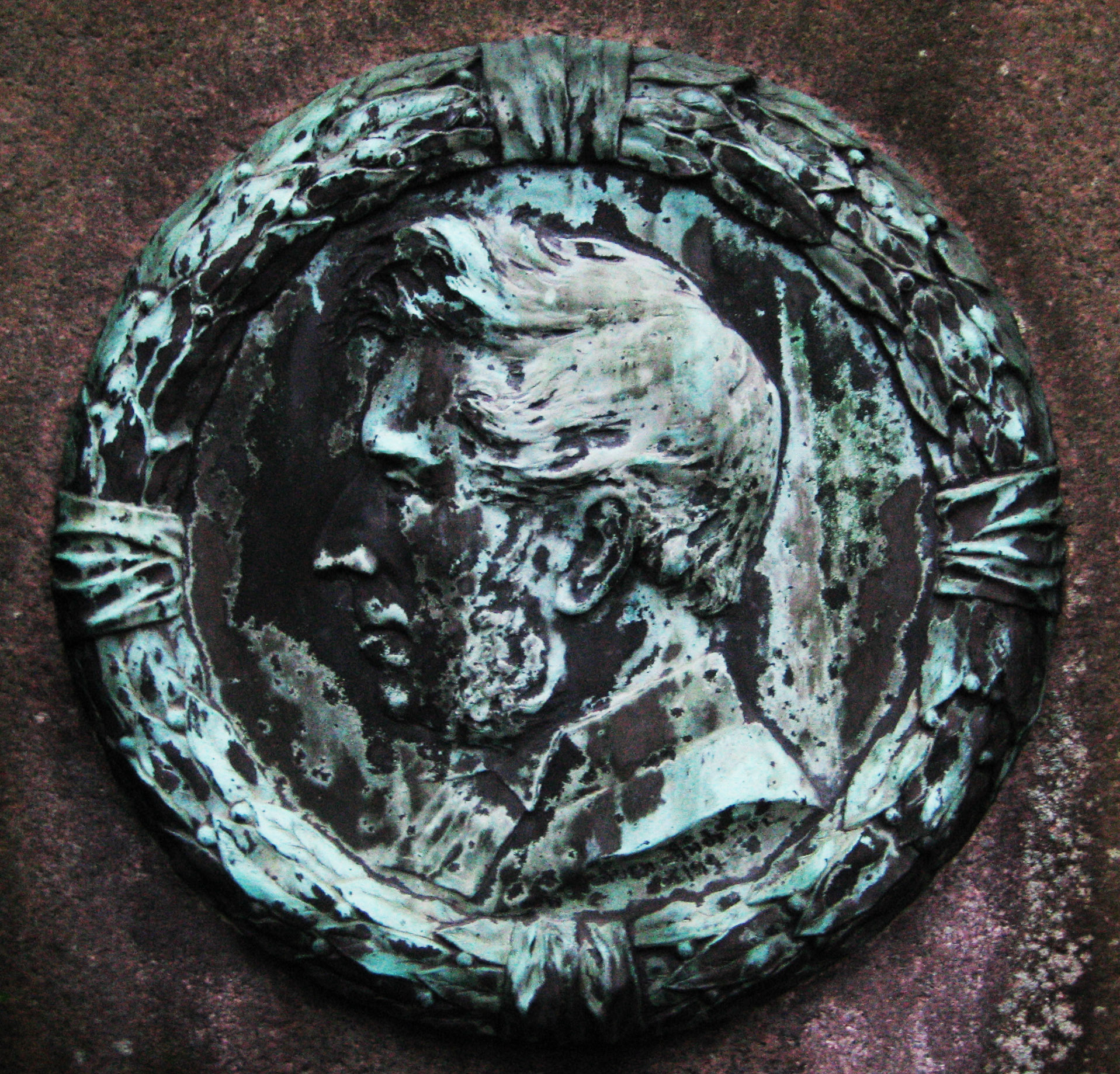
Porträttrelief av Carl Olbers på hans gravsten på Klosterkyrkogården i Lund.

Carl Olbers, född den 18 november 1819 på Solberga i Fors socken i Göteborgs stift, död 5 april 1892 i Lund, var en svensk teolog. Han var farbror till Ernst Olbers.
Olbers föräldrar var assessorn Vincent Olbers och Helena Larsson. Som student vid Lunds universitet 1840 ägnade Olbers sig samtidigt åt filosofiska och teologiska studier och prästvigdes  1844. Efter halvtannat års prästerlig tjänstgöring i sitt födelsestift, återvände han 1846 till Lund, där han blev filosofie magister 1847 och året därefter kallades till docent i pastoralteologi. 
Under åren 1849–1850 var Olbers adjunkt till förste stadskomministern i Lund. Han förestod 1851–1852 professuren i teoretisk filosofi vid universitetet där och utnämndes 1853 till teologie adjunkt och kyrkoherde i Stångby. I februari 1854 blev han prost honoris causa. Han vikarierade på professuren i praktisk teologi 1853–1858, i kyrkohistoria och symbolik 1859–1860 samt ånyo på den i praktisk teologi 1861–1862. 
Utnämnd 1863 till professor i sistnämnda vetenskap samt till kyrkoherde i Hällestads prebendepastorat, övertog han genom byte lärostolen i kyrkohistoria och symbolik 1865, blev teologie doktor 1868 samt var teologiska fakultetens i Lund ombud vid kyrkomötet 1873 och ledamot i kommittén för granskningen av universitetens statuter 1874. Han blev domprost och vice ordförande i Lunds domkapitel 1879. I sistnämnda egenskap fungerade han redan under biskopsledigheten mellan Johan Henrik Thomander och Wilhelm Flensburg. 
Olbers var rektor för Lunds universitet 1872–1873 samt inspektor för Göteborgs nation 1864–1886. Han gifte sig 1854 med Charlotta Margareta Ström. Olbers ligger begravd på Klosterkyrkogården i Lund.